# John Carew (biegacz)
John Carew (ur. 19 września 1952) – sierraleoński lekkoatleta specjalizujący się w biegach sprinterskich, reprezentant Sierra Leone na Letnich Igrzyskach 1980 w Moskwie.
W roku 1980 na Letnich Igrzyskach Olimpijskich 1980 był uczestnikiem biegu na 100 m. Rywalizację zakończył na rundzie kwalifikacyjnej, zajmując szóste miejsce w biegu kwalifikacyjnym numer 1. Bieg ukończył z czasem 11,11, pokonując w swojej grupie tylko Marca Larose. Carew osiągnął również dużo lepszy rezultat od innego sprintera ze Sierra Leone Rudolpha George'a, który ukończył bieg numer trzy z czasem 11,37.